# 若木民喜
若木 民喜（わかき たみき、1972年5月9日 - ）は、日本の漫画家。男性。大阪府池田市出身。大阪府立北野高等学校を卒業後、京都大学文学部哲学科を卒業。

## 来歴
1993年、京都大学在学中だった21歳の時、第33回小学館新人コミック大賞に『光陽高校合戦絵巻』を投稿し入選する。そして編集者との打ち合わせで新しいネームも最初の数本は評価されていたが、その後に描いたネームで初めての厳しい批判に遭いショックを受けて、以降は編集からの電話も取らず連絡を断った。1997年に京都大学文学部美学美術史学専修を卒業後、無職のまま実家でゲームをしている引きこもり生活を5年ほど続けたが、26歳で再起を図って再び小学館新人コミック賞に応募したところ、名前を覚えていた担当から連絡を受け、自分を奮起させるため27歳で東京に上京して武村勇治のアシスタントを経験する。しかし30間近という危機感を持ちつつも、アシスタントの仕事を終えて自室に帰ればゲームで遊び、半年に1度程度の頻度で担当と話した時のみやる気を出して自分の漫画に取りかかるという生活を2年ほど送る。
30歳無職で親も定年を迎えようという状況で真剣に漫画について考えるようになり、2004年の読み切り作品が連載化に至り、33歳で初連載『聖結晶アルバトロス』が『週刊少年サンデー』（小学館）にて2006年1号より51号まで連載された。受賞から真剣に取りかかるまで10年ほどの期間がかかっており、受賞から初連載まで実に13年を要した珍しい作家である。
『週刊少年サンデー』2008年19号から2014年21号まで『神のみぞ知るセカイ』を連載。同作品は2010年以降テレビアニメ化・OVA化もされた。
2014年6月、『神のみぞ知るセカイ』単行本最終巻発売記念で、自身の企画によりブログ内で応募者全員にメッセージペーパー（ポストカード）を送る企画が始まる。長く返信に期間が経過したが、2016年10月に終わりを迎えた。
2015年、『MangaONE』にて『ねじの人々』を連載開始。
『週刊少年サンデー』2015年19号から2016年48号まで『なのは洋菓子店のいい仕事』を連載。
『週刊少年サンデー』2017年24号から2018年44号まで『キング・オブ・アイドル』を連載した。
『ビッグコミックスピリッツ』2020年16号から初の青年誌漫画となる『結婚するって、本当ですか』を連載開始。同誌2023年28号にて完結。同作品は2022年にAmazon Prime Videoにて実写ドラマ化された。10月7日より配信。出演は葵わかな、佐藤寛太など。2023年にはアニメ化も発表された。

## 作品リスト

### 漫画作品

#### 連載
- 聖結晶アルバトロス（『週刊少年サンデー』2006年1号 - 51号） - 『情報盗団アルバトロス』・『緋石の怪盗アルバトロス』の連載化。
- 神のみぞ知るセカイ（『週刊少年サンデー』2008年19号 - 2014年21号） - 『恋して!? 神様!!』の連載化。
  - マジカル☆スター かのん100%（『週刊少年サンデー』2013年15号 - 17号・2014年12号） - 『神のみぞ知るセカイ』のスピンオフ作品。『神のみ』21巻限定版付属の別冊に収録。2014年12号掲載分は未収録。
  - 神のみぞ知るセカイ on the train（『クラブサンデー』連載） - 近畿日本鉄道にて行われたタイアップ企画と連動した連載。単行本は「コミックマーケット87」・「次世代ワールドホビーフェア'15Winter」等のイベント限定販売。短編集『神のみぞ知るセカイ on the train + pilot films』に収録。
- ねじの人々（『裏サンデー』・『MangaONE』2015年2月25日 - 2017年12月）
- なのは洋菓子店のいい仕事（『週刊少年サンデー』2015年19号 - 2016年48号）
- キング・オブ・アイドル（『週刊少年サンデー』2017年24号 - 2018年44号）
- 結婚するって、本当ですか （『ビッグコミックスピリッツ』 2020年16号[14] - 2023年28号[15]）
- ヨシダ檸檬ドロップス（『ビッグコミックスピリッツ』2024年36・37合併号[18] - 連載中）

#### 読み切り
- ファースト タッチ（『少年サンデー特別増刊R』2000年1月10日号）
- キャプテン スイートハート（『週刊少年サンデー超増刊』2001年3月号）
- 来日！ ブラジルくん（『週刊少年サンデー超増刊』2002年2月号）
- 銀河式お試し教師（『週刊少年サンデー超増刊』2002年10月号）
- 情報盗団アルバトロス（『週刊少年サンデー超増刊』2004年2月号）
- 緋石の怪盗アルバトロス（『週刊少年サンデー』2004年27号） - 『神のみぞ知るセカイ on the train + pilot films』に収録。
- ミスターシスターゴリラー（『週刊少年サンデー超増刊』2007年GW号）
- 恋して!? 神様!!（『週刊少年サンデー』2007年32号初出、『週刊少年サンデー超』2010年11月号に再録） - 『神のみぞ知るセカイ on the train + pilot films』に収録。
- 洋菓子店ギャラクシー（『週刊少年サンデー』2014年36・37合併号） - 『神のみぞ知るセカイ on the train + pilot films』に収録。
- 真理とマコ姉ちゃん（『週刊少年サンデー』2019年6月19日号）
- イメチェンを重ねる聖女（『週刊少年マガジン』2024年16号[19]） - 『カナン様はあくまでチョロい』の寄稿漫画[20]。

### 書籍
- 『聖結晶アルバトロス』、小学館〈少年サンデーコミックス〉2006年 - 2007年、全5巻
- 『神のみぞ知るセカイ』、小学館〈少年サンデーコミックス〉2008年 - 2014年、全26巻
- 『神のみぞ知るセカイ on the train + pilot films』、小学館〈少年サンデーコミックス〉2015年、短編集
- 『なのは洋菓子店のいい仕事』、小学館〈少年サンデーコミックス〉2015年 - 2016年、全7巻
- 『ねじの人々』、小学館〈裏少年サンデーコミックス〉2015年 - 2017年、全3巻
  1. 2015年10月16日発売[21]、ISBN 978-4-09-126608-8
  2. 2016年7月15日発売[22]、ISBN 978-4-09-127363-5
  3. 2017年2月17日発売[23]、ISBN 978-4-09-127525-7
- 『キング・オブ・アイドル』、小学館〈少年サンデーコミックス〉2017年 - 2018年、全6巻
- 『結婚するって、本当ですか』、小学館〈ビッグコミックス〉2020年 - 2023年、全11巻
- 『16bitセンセーション 私とみんなが作った美少女ゲーム』、原案：みつみ美里（アクアプラス）・甘露樹（アクアプラス）、KADOKAWA、2020年 - 、既刊2巻（2021年11月6日現在）、漫画担当、同名の同人誌の商業単行本化
- 『ヨシダ檸檬ドロップス』、小学館〈ビッグコミックス〉2024年 - 、既刊3巻（2025年5月30日現在）
  1. 2024年11月12日発売[24][25]、ISBN 978-4-09-863093-6
  2. 2025年2月28日発売[26]、ISBN 978-4-09-863202-2
  3. 2025年5月30日発売[27]、ISBN 978-4-09-863422-4

### その他
- アイドルマスター シンデレラガールズ シャッフル!!（アンソロジーコミック、2013年）イラスト
- DEAD OR ALIVE 5 Last Round（コーエーテクモゲームスのゲーム）-「『若木民喜』デザインコスチューム」※DLC 2015年7月21日
- BATON=RELAY（i-tronのゲーム、2020年）キャラクターデザイン
- 16bitセンセーション ANOTHER LAYER（テレビアニメ、2023年）メインストーリー[28]

## 人物・エピソード
メディアへの顔出しは基本的に行っていないが、アニメやラジオなど、声のみの出演には積極的である。
『アルバトロス』巻末クレジットのアシスタントの名前が全員とも女性名のように取れることや『マーベラス』（武村勇治）のアシスタント3人の他2名が女性であること・名前の切り方を変えると“わかきた・みき”と女性名になること・華やかで可愛らしい絵柄も相まって女性作家説もあったが、本人はきっぱり否定している（ブログによれば『神のみぞ知るセカイ』では男性アシスタントが入っている）。『アルバトロス』連載2回目の掲載されている第2号の扉絵には、「2006年（ニューイヤー）のイチオシ男」と書かれている。
『聖結晶アルバトロス』連載第1回から終了まで、毎週WEBサンデーのまんが家バックステージを更新し続け、WEBサンデー開設以来初の皆勤賞を達成。『週刊少年サンデー』2007年32号に読み切り作品『恋して!? 神様!!』を掲載し、その際、自ブログでの予告通り読み切りながら（『アルバトロス』連載終了後初めて）バックステージを更新。
『神のみぞ知るセカイ』連載中は、前作『アルバトロス』の時のようなバックステージの毎週更新はしないとブログ上で発言している。「ゴミ企画」と称して、下描きの原稿用紙などを読者にプレゼントする企画を積極的に行っていた。
江尻立真（『P2! - let's Play Pingpong! -』作者）、黒丸（『クロサギ』作画）とは下積み時代からの友人である。特に『P2!』23話では背景画などの一部を協力した。さらに明野みるや十神真（『学園カゲキ!』（漫画版）作者）、吉祥寺笑とも親交が深い。
池田市会議員・藤原みち子のブログ（2009年2月1日） に、若木民喜が本名であり男性であると明言。また北野高校出身であることも記載されている。妹がおり、ブログやTwitterではその妹からお菓子をもらったり、『神のみ』人気投票の集計を請け負っていることが語られている。
「神のみぞ知るセカイ」『中川かのん starring 東山奈央 2nd コンサート2014 Ribbon Illusion』のオーディオコメンタリーにて、2010年当時は酒は一滴も飲めなかったが、出演者たちにより沢山の飲み会や話の場所を作り何回もやっていくうちに梅酒なら2杯まで飲めるようになった。それ以上は飲めないのでジュースを飲むと語っている。
2014年6月17日、『神のみぞ知るセカイ』単行本最終巻発売記念で、自身の企画によりブログ内で応募者全員にメッセージペーパー（サイン付き）「ポストカード」をプレゼントする企画が始まる。当初本人の想定がよくても500枚くればよいかな?と思ってたが、そんなに甘くはなく予想ははるかに多い第1段到着で2.000枚以上に驚きとともに、まだまだ整理しきれてないダンボールの箱が沢山編集部に詰まれている。返信に対し中には自身で色紙にイラストを書いたりなどもし同封したりもしている。受け取った側が自身のtwitterと若木自身のtwitterに受け取ったことやお礼の一言や一部写真を載せている。新しく新作を書いたりしている合間に作業をするため、時間が多くかかる。そのためか当時送ったが忘れていた頃に受け取る方もいる。2016年9月現在も受け取った方がtwitterにお礼の言葉や写真をアップしている。2016年10月22日、これでラストのイラストをツイッターに記載。翌日の2016年10月23日ブログにて改めて、これで送る側の企画が終了したことを記載。

## 趣味
作者ブログによると、「マンガを描いているけど、自分が本当に影響を受けてるマンガは多くない。映画だと、自分の血肉になってると言える映画って5本ぐらい。スターウォーズ、バックトゥザフューチャー、タンポポ、太陽を盗んだ男、押井守の映画、」とのこと。
Jリーグ開幕以来のサッカーの熱烈なファンで、特に出身地が大阪のためかガンバ大阪のファンの様子。幼少期家庭の方針でお菓子が食べられなかったため、現在はその反動で筋金入りの甘党である。普段から有名店のケーキを食べ歩き、スイスロールやブッセを主食にしていた時期もあったと語る程のケーキマニアであるが、洋菓子店のものだけではなく、市販の菓子も好む。まんが家バックステージや自身のブログ・Twitterでも食べたケーキやお菓子の話題をよく挙げている。挑戦した手作りケーキの写真を掲載することもあり、完成品をアシスタントや同業者の友人にふるまうことも多い様子。音楽への造詣も深く、ビートルズのファンであることを公言している。『神のみ』ではキャラクターソングの作詞やカバーアルバムの選曲、ギター演奏 を務めるなど、音楽面でも積極的に作品に携わっている。
『デッドオアアライブ』シリーズの大ファンで、中でも同シリーズ登場人物「あやね」のファンであり、彼女とはブログなどで結婚したいと公言するほど。また、『聖結晶アルバトロス』最終話の載った『週刊少年サンデー』2006年51号の発売日（2006年11月22日）は、皮肉にも発売を心待ちにしていた『DEAD OR ALIVE Xtreme 2』の発売日でもあった。
『アイドルマスター』のプレイヤー（プロデューサー）でもあり、ブログでもプレイ報告を行うことがあった（後述）。『シンデレラガールズ』ではパッションPとのこと。
2ちゃんねるやニコニコ動画のユーザーであることをブログで明かしている。京大マイコンクラブ (KMC) のOBでもある。

## 関連人物

### 師匠
- 武村勇治

### アシスタント
- 聖結晶アルバトロス（ヘルプアシスタントについては抜粋して明記する）
  - 佐藤五月 - のちに佐藤さつき
  - 高倉幸美 - ペンネームは高倉幸もしくは高倉陽樹
  - 奥村妙華
  - 平井智子 - ヘルプ。武村勇治の下でのアシスタント仲間
  - 高木克彦 - ヘルプ。武村勇治の下でのアシスタント仲間。ペンネームはたかぎ克彦もしくはたかぎ七彦
  - 臼井ちひろ - ヘルプ。ペンネームは臼井智大
- 神のみぞ知るセカイ
  - 小嶋武史 - ペンネームはこじまたけし
  - 中西寛
  - 森田滋
  - 梧桐柾木
  - 菅野孝典
  - 川中康嗣
  - 山田鐘人
  - 伊野恵美子
  - 高山雄志
  - 山口アキ
  - 松尾響
  - ぱいなっぷる1号
  - 小原正樹
  - 安田悠亮

### 下積み時代からの友人
- 江尻立真
- 黒丸
- 十神真